# Tayshaneta valverdae
Espèce
Synonymes
- Leptoneta valverdae Gertsch, 1974
- Neoleptoneta valverdae (Gertsch, 1974)

Statut de conservation UICN

 DD  : Données insuffisantes
Tayshaneta valverdae est une espèce d'araignées aranéomorphes de la famille des Leptonetidae.

## Distribution
Cette espèce est endémique du Texas aux États-Unis. Elle se rencontre dans les grottes Molasses Bat Cave dans le comté de Val Verde, Big Fucking Snake Cave dans le comté d'Uvalde, Melanie’s Cave et Harvestman Cave et à Love Creek Ranch dans le comté de Bandera.

## Description
Le mâle holotype mesure 1,55 mm et la femelle 1,5 mm,.

## Publication originale
- Gertsch, 1974 : The spider family Leptonetidae in North America. Journal of Arachnology, vol. 1, no 3, p. 145-203 (texte original).